# جایزه آکادمی ملی علوم در زیست‌شناسی مولکولی
جایزه آکادمی ملی علوم در زیست‌شناسی مولکولی توسط آکادمی ملی علوم ایالات متحده آمریکا «به دلیل کشفیات قابل توجه و مهم در زیست‌شناسی مولکولی توسط یک دانشمند جوان که شهروند ایالات متحده است» اهدا می‌شود. این جایزه معتبر سالانه از بدو تأسیس یعنی سال ۱۹۶۲ اعطا شده‌است.

## لیست برندگان جوایز از سال ۲۰۱۰ تا ۲۰۲۰
منبع: NAS
- هاشم ال هاشیمی (۲۰۲۰)

برای مطالعات پیشگامانه عملکرد RNA و DNA در سطح اتمی.
- دیوید رایش (۲۰۱۹)

برای استفاده خلاقانه از زیست‌شناسی مولکولی برای ردیابی مهاجرت‌های باستانی بشر، نشان دادن چگونگی نقش مخلوط‌های جمعیتی در شکل‌گیری انسان‌های امروزی، و روشن ساختن عوامل خطرناک بیماری‌زا در بین جمعیت‌های انسانی.
- هاوارد چانگ (۲۰۱۸)

برای کشف آران‌ای بلند غیرکدکننده و اختراع فناوری‌های ژنومی.
- رودولف بارانگو (۲۰۱۷)

با دلیل کشف برجسته وی که نشان داد که باکتری‌ها دارای سیستم ایمنی سازگار هستند، تحقیقاتی که در دستکاری مسیر CRISPR-Cas9 برای مهندسی ژنوم استفاده می‌شود.
- دایان نیومن (۲۰۱۶)

با دلیل کشف مکانیسم‌های میکروبی موجود در فرایندهای زمین‌شناسی، که از این طریق زمینه ژئومیکروبیولوژی مولکولی را راه اندازی کرد و درک ما را از نحوه تکامل زمین تغییر داد.
- ژیایوی ژوانگ (۲۰۱۵)

برای توسعه یک روش میکروسکوپی با وضوح بالا (STORM) که وضوح در مقیاس مولکولی را امکان‌پذیر می‌کند. علاوه بر این، ژوانگ رنگ‌های فلورسنت قابل تغییر را ایجاد کرد که این روش را به ابزاری قدرتمند و مهم در بسیاری از زمینه‌های تحقیقات بیولوژیکی و علوم اعصاب تبدیل کرده‌است.
- دیوید م. ساباتینی (۲۰۱۴)

به دلیل کشف مؤلفه‌ها و تنظیم کننده‌های مسیر mTOR کیناز و توضیح نقش‌های مهم این مسیر سیگنالینگ در سنجش مواد مغذی، فیزیولوژی سلول و سرطان.
- سو بیگینز (۲۰۱۳)[۲][۳]

برای جداسازی و بررسی خصوصیات آزمایشگاهی یک مجموعه کینه توکور کاربردی و استفاده از این سیستم برای کشف عملکرد کینه توکورها.
- ژیجیان جیمز چن (۲۰۱۲)

برای استفاده خلاقانه از بیوشیمیی، هم در روشن سازی نقش پلی یوبیکوتین در آبشار سیگنالینگ کیناز که برای سرطان و ایمنی مهم است و همین‌طور کشف پیوندی جدید بین ایمنی ذاتی و پروتئین غشای میتوکندری که برای ایجاد واکنش‌های ضد ویروسی مهم است.
- جیمز م. برگر (۲۰۱۱)

برای روشن ساختن ساختار توپوایزومرازها و هلیکازها و ارائه نظراتی جدید از مکانیسمهای بیوشیمیایی که واسطه همانندسازی و رونویسی DNA هستند.
- جانی تی. لی (۲۰۱۰)

با استفاده از فرایند غیرفعال شدن کروموزوم X به عنوان یک سیستم مدل، لی سهمی منحصر به فرد در درک ما از تنظیم اپی ژنتیک در مقیاس جهانی، از جمله نقش آران‌ای بلند غیرکدکننده، تعامل بین کروموزومی و محاسبات هسته ای داشته‌است.